# Accademia delle scienze di Berlino
L'Accademia delle scienze di Berlino (in tedesco Berlin-Brandenburgische Akademie der Wissenschaften) venne creata nel 1700, con il nome di  Kurfürstlich Akademie der Wissenschaften, da Federico III, principe elettore del Brandeburgo, anche se il suo vero ideatore, organizzatore e primo presidente fu Gottfried Wilhelm Leibniz, filosofo, matematico ed erudito universale.
Diversamente dalla Royal Society, e similmente all'Académie française, nell'accademia leibniziana trovavano posto anche le materie filosofico-letterarie. Fin dalla fondazione furono previsti anche membri esterni (ad es. Johann Bernoulli, dal 1701; o Voltaire e Montesquieu, dal 1746). L'accademia è membro dell'Union der deutschen Akademien der Wissenschaften (Unione delle accademie delle scienze tedesche).

## Storia
Il principe elettore Federico III di Brandeburgo fondò l'accademia col come Kurfürstlich-Brandenburgische Sozietät der Wissenschaften su consiglio di Gottfried Wilhelm von Leibniz, che fu nominato presidente. A differenza di altre accademie, l'Accademia delle scienze prussiana non fu direttamente finanziata dalla tesoreria di stato. Su suggerimento di Leibniz Federico I assegnò all'accademia il monopolio sulla produzione e vendita del calendario in Brandeburgo. Appena Federico III fu incoronato «re in Prussia» nel 1701, creando così il Regno di Prussia, la società cambiò il proprio nome in Königlich Preußische Sozietät der Wissenschaften ("Società reale prussiana delle scienze"). Mentre altre accademie affrontavano pochi argomenti, l'attività della Società reale prussiana delle scienze fu la prima ad abbracciare materie sia scientifiche sia umanistiche. Nel 1710 fu scritto lo statuto dell'accademia, che fu suddivisa in due classi scientifiche e due umanistiche. Lo statuto non cambiò fino al 1830, quando le classi di fisica-matematica e filosofia-storia sostituirono le quattro vecchie classi.
Il regno di Federico II di Prussia (Federico il Grande) portò maggiori cambiamenti all'accademia. Nel 1744 la  Nouvelle société littéraire e la Società reale prussiana delle scienze furono fuse nella Königliche Akademie der Wissenschaften ("Regia accademia delle scienze"). Un impegno del nuovo statuto era quello di indire concorsi pubblici con lo scopo di trovare idee per risolvere alcuni problemi scientifici ancora irrisolti, ricompensando economicamente il risolutore. Nel XVIII secolo l'accademia allestì le strutture per la ricerca: l'osservatorio astronomico nel 1709, il teatro anatomico nel 1717, il  collegium medico-chirurgicum nel 1723, l'orto botanico nel 1718 e il laboratorio nel 1753.
All'inizio del 1815, iniziarono alcune attività di ricerca da parte dei comitati accademici (come il Comitato di archeologia greco-romana o il Comitato orientale), in cui vennero impiegati per lo più scienziati al fianco dei corrispondenti membri del comitato. Dopo il 1945 da alcune di queste attività nacquero alcuni dipartimenti all'Università di Berlino.
Nel periodo nazista (1933-1945) l'accademia fu soggetta alla Gleichschaltung  e i suoi membri ebrei furono espulsi. Il nuovo statuto dell'accademia, entrato in vigore l'8 giugno 1939, la riorganizzò in ossequio ai principi del regime.
Dopo la seconda guerra mondiale, l'amministrazione militare sovietica in Germania riorganizzò nuovamente l'accademia cambiandone il nome in Deutsche Akademie der Wissenschaften ("Accademia tedesca delle scienze") il 1º luglio del 1946. Nel 1972 cambiò ancora nome in Akademie der Wissenschaften der DDR (Accademia delle scienze della RDT). Quest'ultima fu sciolta e la Berlin-Brandenburgische Akademie der Wissenschaften ("L'accademia delle scienze di Berlino-Brandeburgo") venne fondata in conformità col trattato del 1992 tra i Länder Berlino e Brandeburgo. Nel 1993 sessanta membri dell'accademia fondarono la Leibniz-Gemeinschaft.
Durante il regno di Federico II detto “il Grande”, durato dal 1740 al 1786, l'Accademia conobbe il periodo più fiorente. Da San Pietroburgo arrivò a farne parte Leonhard Euler, uno dei più grandi matematici di ogni tempo.
Erano inoltre membri ordinari o corrispondenti grandi matematici come il torinese Joseph-Louis Lagrange o l'alsaziano Lambert; l'astronomo reale nonché professore di matematica presso la stessa Accademia Giovanni Francesco Salvemini e filosofi come d'Alembert, il marchese di Condorcet, o Immanuel Kant.
Anche nell'Ottocento il livello degli accademici rimase altissimo, con la presenza di nomi quali l'astronomo Johann Elert Bode, i matematici Jacobi, Carl Friedrich Gauss, e Georg Frobenius; i fisici Gustav Kirchoff, Werner von Siemens, e Wilhelm Conrad Röntgen; il naturalista e geografo Alexander von Humboldt; il medico Rudolf Virchow; il filosofo Schelling; il giurista Friedrich Carl von Savigny; gli storici Barthold Georg Niebuhr, Leopold von Ranke e Theodor Mommsen.
Nel Novecento, nel periodo tra le due guerre mondiali, nell'Accademia fu presente anche un gruppo di fisici destinati a mutare profondamente il corso della scienza: Albert Einstein, Otto Hahn, Werner Heisenberg, Gustav Hertz, Philipp Lenard, Max Planck. Questo incredibile patrimonio di intelligenza venne però sostanzialmente disperso dall'ottusità criminale del regime nazista, che obbligò i soci ebrei a lasciare l'istituzione, governata ormai da funzionari ligi al regime.
Dopo la divisione di Berlino conseguente alla seconda guerra mondiale, l'Accademia si venne geograficamente a trovare nella zona di occupazione sovietica. Riaprì nel 1949, col nome mutato in Deutsche Akademie der Wissenschaften, e dal 1951 venne assoggettata al governo della Germania Est. A partire dal 1969, venne stabilito che solo i cittadini della DDR potessero farne parte.
Con il crollo del muro di Berlino e la riunificazione delle due Germanie, l'Accademia venne ufficialmente sciolta, per poi tornare a ricostituirsi, nel 1992, come Berlin-Brandeburgische Akademie der Wissenschaften, e a rappresentare nuovamente un punto di riferimento per gli studiosi di tutta Europa.

## Progetti dell'Accademia (selezione)
- Corpus Coranicum
- Corpus Inscriptionum Graecarum
- Corpus Inscriptionum Latinarum
- Corpus Medicorum Graecorum/Latinorum
- Corpus scriptorum historiae Byzantinae
- Deutsches Wörterbuch
- Die Welt als Bild (Interdisziplinäre Arbeitsgruppe)
- DTM - Deutsche Texte des Mittelalters
- Die Griechischen Christlichen Schriftsteller
- Gaii Institutiones
- Gentechnologiebericht (Interdisziplinäre Arbeitsgruppe)
- Griechisches Münzwerk
- Inscriptiones Graecae
- Prosopographia Imperii Romani
- Prosopographie der mittelbyzantinischen Zeit
- Edizioni delle opere di Ludwig Andreas Feuerbach, Georg Forster, Immanuel Kant, Gottfried Wilhelm Leibniz, Karl Marx e Friedrich Engels, Karl Philipp Moritz, Christoph Martin Wieland, Martin Buber
- Jahresberichte für deutsche Geschichte
- Wörterbuch der ägyptischen Sprache